# Indasclera kusakabei
Indasclera kusakabei is een keversoort uit de familie schijnboktorren (Oedemeridae). De wetenschappelijke naam van de soort is voor het eerst geldig gepubliceerd in 2003 door Akiyama.